# 73P/Швассмана — Вахмана
Комета Швассмана — Вахмана 3 (73P/Schwassmann-Wachmann) — короткопериодическая комета из семейства Юпитера, которая была открыта в 1930 году немецкими астрономами Арнольдом Швассманом и Арно Вахманом, работавшими в Гамбургской обсерватории (Бергедорф, Германия). Комета была описана как диффузный объект 9m видимой звёздной величины. Несколько дней спустя комета была обнаружена на снимках, полученных 27 и 29 апреля немецким астрономом Х. Шнеллером в Берлинской обсерватории. С 1995 года находится в процессе распада.

Орбита кометы Швассмана — Вахмана и её положение в Солнечной системе

## История наблюдений
Спустя почти месяц после своего открытия — 30 мая 1930 года, комета приблизилась к Земле на минимальное расстояние 0,0616 а. е. (9,24 млн км) и достигла своей максимальной яркости в 6—7 m видимой звёздной величины. После открытия комету наблюдали на протяжении нескольких месяцев вплоть до 24 августа 1930 года. Проведённые наблюдения позволили рассчитать эллиптическую орбиту кометы и оценить её период обращения в 5,43—5,46 года.
Комета по своей природе очень слабо проявляет кометную активность, поэтому в следующее своё предполагаемое возвращение она в 1935—1936 годах она так и не была обнаружена. Не удалось её обнаружить и в последующие несколько десятилетий. Ситуация осложнялась ещё и тем, что, по расчётам астрономов, в середине века она должна была испытать два сравнительно тесных сближения с Юпитером: в октябре 1953 года (0,9 а. е.) и в ноябре 1965 года (0,25 а. е.).
Пересмотренные орбитальные расчёты, выполненные советскими астрономами Беляевым и Шапоревым в 1973 году, позволили сделать вывод о том, что хотя ближайшее возвращение кометы в 1974 году должно быть неблагоприятно, в следующее возвращение в 1979 году комета достигнет своей максимальной яркости с 1930 года.
Спустя 5 лет в 13 августа 1979 года комета действительно была обнаружена австралийскими астрономами J. Johnston и M. Buhagiar в Пертской обсерватории. Было установлено, что дата прохождения перигелия была на 34 дня позже предсказанной, а максимальная яркость кометы 19 марта, когда она находилась ближе всего к Земле (1,4359 а. е.) составила 12,5m.
В следующий раз её наблюдали в 1990 году. 17 апреля, когда она максимально близко подошла к Земле (0,3661 а. е.), её максимальная яркость достигла 9m.
Условия для наблюдения кометы в 1995 году были на самыми благоприятными — максимальное сближение с Землёй произошло 17 октября и составило около 1,3114 а. е. Комета была обнаружена 19 августа японским астрономом К. Киносито с ожидаемо небольшой магнитудой 12,9m. В начале сентябре астрономы из радиообсерватории Нансаи (англ.) наблюдали выбросы с поверхности кометы, начавшиеся сразу после минимальной элонгации кометы от Солнца 31 августа (40 градусов). Выбросы продолжались вплоть до 13 сентября. К 17 сентября комета отошла от Солнца достаточно далеко, чтобы обеспечить возможность визуального наблюдения, её яркость в этот момент составила 8,3m. Эта яркость более или менее сохранялась до начала октября, когда несколько наблюдателей сообщили о резком её увеличении до 6,0m. Хотя увидеть комету всё ещё можно было лишь в сумерках и на небольшой высоте, её уже можно было различить в бинокль как слегка диффузный объект. Затем комета немного потускнела, после чего 22 октября пережила третий скачок яркости до 6,3m. В последующие месяцы по мере удаления от Земли и от Солнца она медленно тускнела: сначала до 7,5—8,0m в конце ноября, затем до 8,0—8,5m в декабре. Комета становилась всё более тусклой и размытой и к февралю её яркость упала до величины 14,0m. Также в декабре было обнаружено, что ядро кометы распалось на несколько частей, которые были обозначены буквами «A», «B», «C» и «D», однако «D» впоследствии не была обнаружена и, возможно, распалась на более мелкие части. Компонент «А» был обнаружен 23 декабря 1995 года и наблюдался вплоть до 19 февраля 1996 года. Компонент «B» был обнаружен 23 декабря 1995 года и наблюдался вплоть 14 декабря 1996 года. Компонент «С» являлся основным компонентом кометы и наблюдался вплоть до 14 декабря 1996 года.

## Распад

Фрагмент В 18 апреля 2006 года

В декабре 1995 года астрономы впервые заметили, что на месте одного ядра появилось четыре фрагмента — их обозначили буквами A, B, C и D. Два из них (D и А) вскоре перестали наблюдаться, но зато через пять лет, когда комета в очередной раз приближалась к Солнцу, были обнаружены ещё два фрагмента (E и F). Больше обнаружить не удалось, поскольку в 2000—2001 годах условия для наблюдения кометы были не слишком благоприятными.
В 2006 году комета прошла ближе к Земле, чем во все предыдущие визиты, кроме года её открытия. Астрономы различных обсерваторий насчитали свыше 65 новых фрагментов ядра кометы. Многие из них очень небольшие и вскоре после обнаружения пропали из виду. Постоянно и уверенно были видны только два — В и C. До начала мая также были видны фрагменты G и R, впервые замеченные соответственно в феврале и марте 2006 года.
Такое большое число фрагментов говорит о том, что комета Швассмана — Вахмана стремительно разрушается и через несколько оборотов вокруг Солнца, по-видимому, перестанет существовать. Обломки первоначально движутся по очень близким орбитам. Однако со временем возмущения планет и давление солнечного излучения заставляют их всё сильнее удаляться друг от друга. Из-за этого нельзя точно сказать, на каком минимальном расстоянии от Земли прошла в этот раз комета — некоторые обломки пролетели в 12 млн км, а другие в 7,5 млн км. Постепенно частицы будут расходиться всё дальше, образуя метеорный поток тау-Геркулиды, движущийся вблизи прежней орбиты кометы. Этот метеорный поток уже наблюдался в прошлые годы около 9—10 июня.
В 2022 году Земля пройдёт через шлейф обломков кометы, образовавшихся в 2006 году. Возможно наблюдение сильного метеорного дождя. Максимум потока 30-31 мая.